# 迪波尔迪斯瓦尔德
迪波尔迪斯瓦尔德（德語：Dippoldiswalde，發音：[ˌdɪpɔldɪsˈvaldə] ⓘ）是德国萨克森州萨克森施韦茨-东厄尔士山县的城市，曾是魏瑟里茨县的县治，面积103.99平方千米，2023年12月31日人口为14,174人。